# Xiaozhi (köpinghuvudort i Kina, Zhejiang Sheng, lat 28,85, long 121,45)
Xiaozhi (kinesiska: 小芝, 小芝镇) är en köpinghuvudort i Kina. Den ligger i provinsen Zhejiang, i den östra delen av landet, omkring 200 kilometer sydost om provinshuvudstaden Hangzhou. Antalet invånare är 25 342. Befolkningen består av 12 611 kvinnor och 12 731 män. Barn under 15 år utgör 19,0 %, vuxna 15-64 år 67 %, och äldre över 65 år 13,0 %.
Runt Xiaozhi är det tätbefolkat, med 411 invånare per kvadratkilometer. Närmaste större samhälle är Duqiao, 10,2 km söder om Xiaozhi. I omgivningarna runt Xiaozhi växer i huvudsak blandskog.
Genomsnittlig årsnederbörd är 2 085 millimeter. Den regnigaste månaden är augusti, med i genomsnitt 350 mm nederbörd, och den torraste är januari, med 67 mm nederbörd.